# ان‌دابلیو اف
ان‌دابلیو اف (NW F) خودرویی است که در سال‌های ۱۹۰۵ تا ۱۹۶۳ producedدر موراوی تولید شده‌است.
طراحی آن خودروهای موتور وسط-محور عقب بوده است.